# Naera fuscocristatella
Naera fuscocristatella är en fjärilsart som beskrevs av Victor Toucey Chambers 1875. Naera fuscocristatella ingår i släktet Naera och familjen stävmalar. Inga underarter finns listade i Catalogue of Life.